# Amsterdams busmaterieel
Van het Amsterdamse busmaterieel volgt hieronder een overzicht, verdeeld over vijf subpagina's. De bussen zijn ingedeeld op soort, tijdperk en aanschaf door vorige werkgevers. De vermelde nummers zijn de wagennummers zoals gebruikt door het GVB. Nummers tussen haakjes wil zeggen dat de bussen later zijn vernummerd of in een andere kleur geschilderd.
- Amsterdams busmaterieel (1665-1949)
- Amsterdams busmaterieel (1949-1966)
- Amsterdams busmaterieel (1966-1982)
- Amsterdams busmaterieel (1982-1998)
- Amsterdams busmaterieel (1998-nu)